# Конче (община Конче)
Вижте пояснителната страница за други значения на Конче.
Конче (на македонска литературна норма: Конче) е село в югоизточната част на Северна Македония, административен център на община Конче.

## География
Селото е разположено между Градешката и Конечката планина (Серта, Конческата), в долината на река Крива Лакавица, на 20 km южно от град Радовиш. Селото е на надморска височина от 580 m. Землището на селото е голямо – 45 km2, като в него преобладават горите с 2,721 ha, обработваемото землище е 1,185 ha, а пасищата 368 ha.

## История
В местността Горна кула, разположена югоизточно от селото в подножието на Конечката планина са локализирани останки от късноантична и средновековна крепост.
За първи път Конче се споменава в писмените извори през 1019 година в дарствена грамота на византийския император Василий II Българоубиец, където селището е описано като част от Струмишката епархия на Охридската архиепископия. От XIV век над селото функционира манастирът „Света Богородица“. Според Конченския практикон, придаден към дарствена грамота на цар Стефан Урош от 1366/7 г., в селото са живели 25 семейства, от които 4 вдовишки.
През XV век Конче е център на вилаета Конича, който в 1491 година има 1728 джизие ханета (немюсюлмански домакинства). През първите десетилетия на XVI век село Конче е център на нахия в Струмишката каза на Кюстендилския санджак.
Към края XIX век Конче е голямо смесено село, числящо се вече към Радовишка каза. Според статистиката на Васил Кънчов („Македония. Етнография и статистика“) от 1900 година Конче има 1230 жители, от които 330 са българи-християни, а мнозинството са турци – 900.
В началото на XX век християнските жители на селото са под върховенството на Българската екзархия. По данни на секретаря на екзархията Димитър Мишев („La Macédoine et sa Population Chrétienne“) през 1905 година в селото (Kontché) има 320 българи екзархисти. В 1900 година в българското училище в Конче учителства деецът на ВМОРО Милан Ангелов.
При избухването на Балканската война 9 души от Конче са доброволци в Македоно-одринското опълчение.
След Междусъюзническата война в 1913 година селото попада в Сърбия.
Според Димитър Гаджанов в 1916 година в Конче живеят 129 турци и 155 българи.
По време на българското управление във Вардарска Македония в годините на Втората световна война, Владимир Иванов Секираров от Куманово е български кмет на Буково от 27 септември 1941 година до 22 юни 1942 година. След това кметове са Янко Тонев Янков от Торос (22 юни 1942 – 20 октомври 1942), Симеон Младенов Данев от Долна Липница (3 ноември 1942 – 3 юни 1943) и Иван поп Иванов Босев от Горна Оряховица (17 август 1943 – 9 септември 1944).
Според преброяването от 2002 година селото има 967 жители.
| Години | Македонци | Турци | Сърби | Други | Общо |
| ------ | --------- | ----- | ----- | ----- | ---- |
| 1948   | —         | —     | —     | —     | 1246 |
| 1953   | 403       | 923   | 9     | 0     | 1335 |
| 1961   | 566       | 402   | 8     | 4     | 980  |
| 1971   | 571       | 387   | 4     | 4     | 966  |
| 1981   | 523       | 452   | 1     | 3     | 979  |
| 1991   | 472       | 522   | 2     | 1     | 997  |
| 1994   | 445       | 530   | 1     | 1     | 977  |
| 2002   | 444       | 521   | 0     | 2     | 967  |

В началото на XXI век в селото има основно училище, църква, джамия, поща, аптека и ветеринарна служба.

## Личности
Родени в Конче
- Георги Спасов, български революционер, деец на ВМРО[16]
- Костадин Спасов, български революционер, деец на ВМРО[16]
- Коце Димов (1873 – след 1943), български революционер, деец на ВМОРО и ВМРО[16]
- Марко Хаджикамчев (1897 – ?), куриер и деец на ВМРО[16][17]
- Стоян Спасов, български революционер, деец на ВМРО[16]
- Христо Ковачев, български революционер, деец на ВМОРО, загинал преди 1918 г.[18]
- Христо Кончалията, български революционер, деец на ВМРО[19]
- Христо Попвасилев (1870 - ?), български просветен деец, завършил в 1893 година химия в Софийския университет, преподавал в Сярското българско педагогическо училище[20]
- Христо Филев, български революционер от ВМОРО, четник на Христо Димитров – Кутруля[21]